# Chris Anderson

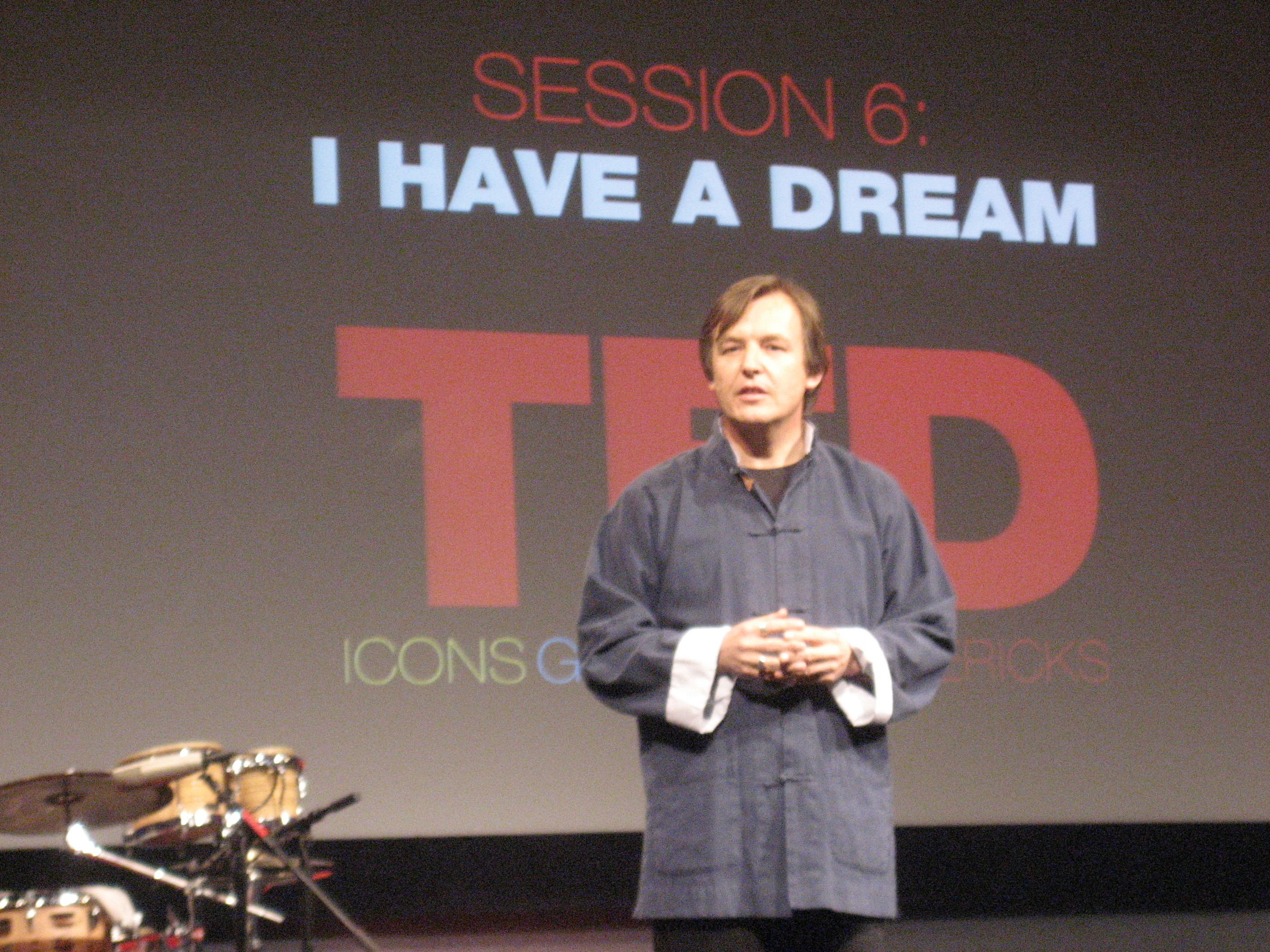
Chris Anderson

Chris Anderson (* 1957 Pákistán) je hlavní tvůrce a kurátor TED konferencí pořádaných neziskovou organizací TED. Osmnáctiminutové přednášky TED Talks jsou přístupné zdarma na internetu a sledují je stamiliony lidí po celém světě.
Anderson dříve pracoval jako novinář, založil také vlastní nakladatelství Future Publishing. Je autorem knihy „TED Talks: The Official TED Guide to Public Speaking“, která česky vyšla pod názvem „Přednášejte jako na TEDu: Oficiální průvodce veřejným vystupováním od kurátora konference TED“. Kniha figurovala na žebříčku bestsellerů The New York Times.

## Život a kariéra
Chris Anderson se narodil v roce 1957 v Pákistánu. Jeho otec provozoval mobilní venkovskou nemocnici v Pákistánu, Indii a Afghánistánu. Vystudoval Woodstock School v Himálaji a poté Monkton Combe School v Anglii. Nastoupil na Oxfordskou univerzitu, kde studoval nejdříve fyziku a poté filozofii, politologii a ekonomii. Studium ukončil v roce 1978.
Kariéru začal jako novinář, pracoval v tištěných médiích i v rádiu. Zprávy přinášel například ze Seychel. Když se v roce 1984 vrátil do Velké Británie, nadchla ho „počítačová revoluce“ a stal se editorem v časopisech píšících o počítačích (Personal Computer Games a ZZap!64). O rok později založil nakladatelství Future Publishing, které se zaměřovalo na témata, jako jsou technologie, videohry, design, hudba.
V roce 1994 se Anderson přestěhoval do USA, kde vybudoval Imagine Media a stal se vydavatelem magazínu Business 2.0. Vytvořil také populární webové stránky o videohrách IGN. Později se obě vydavatelství (Imagine a Future) spojila a zasáhla tak publikum v USA i ve Velké Británii. Jeden čas společnost vydávala 150 magazínů a zaměstnávala 2 tisíce lidí.
Založil neziskovou organizaci Sapling Foundation zabývající se hledáním řešení klíčových globálních otázek prostřednictvím médií, technologií, podnikání a nových myšlenek.
V roce 2001 nadace zorganizovala konferenci TED a poté ji pořádala každý rok. Setkání se koná v Monterey v Kalifornii. Anderson se začal organizaci TED konferencí věnovat naplno.

## TED
TED je nezisková organizace, která funguje od roku 1984. Dříve pokrývala zejména témata technologií (Technology), zábavy (Entertainement) a designu (Design). Dnes je spektrum témat mnohem širší, zahrnuje například vědu, byznys, globální otázky nebo osobní rozvoj.
Chris Anderson převzal platformu TED v roce 2001 od jejího zakladatele Richarda Wurmana. Přetvořil ji v neziskový projekt s mnoha přesahy. Popularitě TEDu pomohla řada dceřiných iniciativ, především překlad do národních jazyků. Dnes jsou přednášky přístupné ve více než 100 jazycích. Nejsledovanější videa dosahují několika desítek milionů zhlédnutí.
V roce 2009 byla představena iniciativa TEDx, která místním organizátorům poskytuje bezplatné licence, pokud se rozhodnou uspořádat vlastní akce podobné TEDu.

## Kniha Přednášejte jako na TEDu
V roce 2016 Chris Anderson vydal knihu „Přednášejte jako na TEDu: Oficiální průvodce veřejným vystupováním od kurátora konference TED“, která vyšla také česky v nakladatelství Jan Melvil Publishing. Autor v publikaci odkrývá tajemství mluvené řeči, která podle jeho názoru může být silnější než psaný text, pokud je promyšlená a správně pronesená. V knize odhaluje, co se naučil za roky působení v TEDu, kdy připravoval na vystoupení například Billa Clintona, zpěváka kapely U2 Bona nebo Hanse Roslinga.
V knize odhaluje pět klíčových technik úspěšného řečníka:
- propojení (s publikem),
- vyprávění (příběhu),
- vysvětlování (myšlenky),
- přesvědčování (o její síle),
- odhalení (pointy).[12][13]

Zároveň upozorňuje, jakým chybám by se řečníci měli vyhnout. Vysvětluje například, jaké řečnické styly odradí publikum nebo proč je důležité, aby každá řeč měla jasný leitmotiv.